# Jhumpura
Jhumpura es una ciudad censal situada en el distrito de Kendujhar en el estado de Odisha (India). Su población es de 6064 habitantes (2011). Se encuentra a 21 km de Kendujhar y a 197 km de Bhubaneswar.

## Demografía
Según el censo de 2011 la población de Jhumpura era de 6064 habitantes, de los cuales 3153 eran hombres y 2911 eran mujeres. Jhumpura tiene una tasa media de alfabetización del 82,73%, superior a la media estatal del 72,87: la alfabetización masculina es del 88,31%, y la alfabetización femenina del 76,72%. 